# Wyoming, terra selvaggia
Wyoming, terra selvaggia (The Wild Country) è un film del 1970 di produzione statunitense diretto da Robert Totten.